# Dragan Labović
Dragan Labović (in serbo Драган Лабовић?; Prokuplje, 20 aprile 1987 – Belgrado, 9 maggio 2025) è stato un cestista serbo.
Alto 207 cm, giocò nel ruolo di ala grande.

## Carriera
Nel 2007 fu convocato per gli Europei in Spagna con la maglia della nazionale della Serbia.

## Palmarès

### Squadra
- Campionato rumeno: 1

Asesoft Ploiești: 2014-15
- Coppa di Serbia e Montenegro: 1

FMP Železnik: 2005
- Coppa di Serbia: 1

FMP Železnik: 2007
- Coppa di Russia: 1

Krasnye Kryl'ja Samara: 2011-2012
- Coppa di Macedonia: 1

Karpoš Sokoli: 2017

### Individuale
- MVP Coppa di Serba: 1

FMP Železnik: 2007